# Road
A Road nevű magyar rockzenekar 1999-ben, a Heves vármegyei Domoszló községben alakult. Tagjai: Molnár Máté basszusgitáros-énekes, Golyán B. Zsolt „Goya” gitáros, Kádár Imre gitáros és Tóth Tamás dobos. A csapat stílusát „Rock n’ Road”-ként aposztrofálja, ez a heavy metalra jellemző torzított gitárhangzást és erős ritmusokat takar. Az együttes más zenei utak felé is nyitott: egyes dalaiban népies motívumok tűnnek fel, van akusztikus repertoárjuk, és fúvószenekarral is léptek már fel együtt. Dalszövegeik jellemző témái: szerelem, szenvedély, benzingőz és rock n' roll életérzés, pozitív szemlélettel, egyenes megfogalmazásban. A Road a hazai rockéletben az egyik legaktívabb formáció, amely lemezeladás és koncertlátogatottság tekintetében is igen sikeres. A zenekar eddig hét stúdiólemezt, két best of albumot, egy koncert CD-t, két DVD-t és egy könyvet adott ki, munkássága három arany- és két platinalemezt eredményezett. Tagjai ma is a Mátraalja vidékén élnek, de egész évben járják az ország és a határon túli magyarlakta területek színpadait.

## Története
A Road későbbi tagjai – a kisnánai Golyán, a domoszlói Molnár, Kádár és Szabó – Heves megyében kezdtek együtt zenélni, eleinte Szabó Erik helyén még Kovács "Tuboly" Zoltán dobossal. A korai Road 1999-ben és 2002-ben készített egy-egy demót (saját dalokkal a Rock & Road és feldolgozásokkal a The Greatest Hits) és megnyert egy tehetségkutatót (Marshall Tehetségkutató, Jászberény), majd 2004 elején rögzítette Nem kell más című első nagylemezét, amely tavasszal, a Hammer Records kiadónál jelent meg. A lemezfelvétel után Tuboly dobos váratlanul távozott, de beajánlotta maga helyett a zenekarba Szabó Eriket. A ma ismert Road születését az együttes ehhez az időponthoz köti. Első lemezét a Road a Depresszió előzenekaraként mutatta be országszerte. Videóklip a címadó Nem kell más című szerzeményre és az albumot záró Nélküled című nótára készült.
A Parkplatz stúdióban rögzített Második harapás című második Road-lemez 2006 eleji megjelenését ismét egy Depresszióval közös országjárás követte. Sőt hamarosan a Tankcsapda előzenekaraként is bemutatkozhatott a Road. Videóklipet kapott a Ne mondd és az 1000 lépés című dal. A zenekar a Második harapás-periódus végén először indult – a vártnál sikeresebb – önálló országos turnéra.
A 2008-as Aranylemez című album már Varga Zoltán hangmérnök érdi, Bakery nevű stúdiójában készült. Videóklipes dalok: Aki szabad, Visszahárom. A zenekar öt év közös munkát követően első – születésnapi – koncert cd-jét és dvd-jét is megjelentette. A kettő együtt Heves megye Lordjai cím alatt jött ki. Akárcsak a cd-n, a dvd-n is szerepelt koncertfelvétel: a verpeléti Bor-Rock fesztivál élő anyaga. A kiadványon a kulisszák mögötti zenekari életet bemutató "Road movie", az összes addigi videóklip és néhány werkfilm kapott helyet. A Nem rólunk szól című – eredetileg lírai hangvételű – dal rockos verziójából a verpeléti koncert képanyagával külön klip készült.
A szintén a Bakery stúdióban felvett 2010-es, Emberteremtő című lemezre a dalokat nem hangszerenként külön sávokban, hanem egyszerre játszotta fel az együttes. Molnár Máté szándékosan csak a stúdióban írta meg a szövegeket. Az Emberteremtő hangulata a Road általános "életvidámsága" ellenére komor és komoly. Az album intróját és a záró, Részeg ének című nótát – Hunyadi Péter vezetésével – népzenészek (hegedű, brácsa, nagybőgő) muzsikája színesíti. A címadó dalra is készült videóklip, a Nem elég című dal klipjének főszerepében pedig Oroszlán Szonja színésznő tűnt fel. A Felpörögve című nóta videóját a 15. Monte Carlo Historique Rallye-n forgatta a zenekar. A Road ebben az időszakban úgynevezett unplugged műsorral is fellépett az MR2 Petőfi Rádió Akusztik sorozatának vendégeként.
A 2013-as Tegyük fel... album már a megjelenésekor arany-, később platinalemez minősítést kapott. A dalokat Varga Zoltán új stúdiójában, a törökbálinti SuperSize Recording-ban vették fel. Három lett videóklipes: Fojts meg a sötétben, Egyszer élünk, Világcsavargó. Az albumon a gitárosok héthúros gitárokon játszottak, az énekes-basszusgitáros öthúrosra cserélte a négyhúros basszusgitárt.
2014-ben az együttes tízéves jubileumát ünnepelte, két rendhagyó koncertsorozattal. Tavasszal "önmaga előzenekara" volt, mivel az estek első felében egy úgynevezett Road-akusztik koncert hangzott el, amely saját, áthangszerelt dalokat tartalmazott, Cséry Zoltán zongorista játékával kiegészítve. A második felvonás a megszokott rock-programot hozta. Az őszi-téli országjárás során az elmúlt tíz évben velük turnézó együttesekkel (Rómeó Vérzik, Tankcsapda, Depresszió, Alvin és a mókusok (együttes), Kowalsky meg a Vega, Subscribe) léptek fel újra együtt. Egy speciális előadásra a Szolnoki Légierő zenekarával is összeálltak. Ugyanebben az évben együttműködött tizenkét eltérő stílust képviselő zenekar, melyek párosával készítettek formabontó dalokat. A Road a Hősök (együttes) nevű hiphop csapattal jegyezte A zene mindenkié című nótát. 2014 karácsonyán megjelent a zenekari tagok életét és a Road első tíz évét bemutató könyv – Rock & Road: Az igazán hangos könyv címmel, szerzője: dr. Szász Adrián újságíró.
A 2015-ös M.A.T.T. című album is arany- és platinalemez lett. Egy duettet (Zsák a foltját című dal) egy rajongóval, Földes Anettel együtt énekel a kiadványon Molnár Máté, a dalhoz videóklip is készült Szabó Erik dobos esküvőjén. Klipes lett a Kettő bennem az én és A jó reménység foka is. Utóbbihoz fiatal képzőművészek készítettek homok- és festékanimációs képanyagot. A 2016-os Jó reménység turné egy kétestés, dupla teltházas koncertet is hozott Budapesten, a Barba Negra Music Clubban. A címadó dal már angol verzióban is látható és hallható (M.A.T.E. címmel): egy úgynevezett slow motion jellegű – koncertjeleneteket tartalmazó – videóklip készült hozzá magyarul és angolul. Ez a Road első hivatalosan is megjelent angol nyelvű dala. A szöveg fordításában Csongor Bálint (Useme együttes) segédkezett.
2017 elején megjelent a zenekar első válogatásalbuma, a Tizenhét, amelyen 17 dal hallható: korábban nem ismert átiratok, különleges koncertfelvételek. Klip az Újra nézz rám című dalhoz készült, amely a 2004-es Nézz rám új változata. Az év első turnéja Túlzó Kámfor Tour néven futott, majd következett a Megint nyár 2017 országjárás.
2018 áprilisában adták ki az A tökéletesség hibája című stúdióalbumot, amely megjelenésekor vezette a Mahasz Top 40 lemezeladási listát. A nagylemez 2018-ban több mint 4000 példányban kelt el és megkapta a platina minősítést.
2021. március 13-án Erik bejelentette, hogy távozik a zenekarból. A Road új dobosa Tóth Tamás lett, aki a Mytra és a Nomad együttesekből ismert.

## Diszkográfia

### Nagylemezek
- Nem kell más (2004)
- Második harapás (2006)
- Aranylemez (2008)
- Emberteremtő (2010)
- Tegyük fel... (2013)
- M. A. T. T. (2015)
- A tökéletesség hibája (2018)
- Senki kedvéért nem fékezünk (2021)
- 20 - Akusztik Live Session (2024)
- Az utolsó rapszódia (2024)

### Válogatások
- Tizenhét (2017)
- Onnantól eddig (2019)

### DVD
- Heves megye lordjai (2009)
- Road Movie X – Acoustic & Metal (2015)

## Videóklipek
- Nélküled (2004)
- Nem kell más (2005)
- Ne mondd (2006)
- 1000 lépés (2007)
- 1000 lépés werkfilm
- Visszahárom (2008)
- Visszahárom werkfilm
- Aki szabad (2009)
- Nem rólunk szól live (2009)
- Nem elég (2011)
- Emberteremtő(2011)
- Felpörögve (2012)
- Felpörögve / Monte-Carlo útifilm
- Nem kell más / Acoustic 3D (2012)
- Fojts meg a sötétben (2013)
- Világcsavargó (2013)
- Egyszer élünk (2014)
- Kettő bennem az én (2015)
- Egy család vagyunk (2015)
- Zsák a foltját (km Földes Anett) (2015)
- Húzom a kardot (2016)
- Jó reménység foka (2016)
- M.A.T.T. (2016)
- M.A.T.E. (M.A.T.T. angol verzió) (2016)
- Újra nézz rám (2017)
- Sokkal jobb jónak lenni (2018)
- Ölj meg december (2018)
- A Bátrak Éjszakája (2018)
- Onnantól eddig (2019)
- Benzin legyen (2019)
- Ahol a hegyeket látod (2020)
- Senki Kedvéért Nem Fékezünk (2021)
- Őrző Szemek (2024)
- Térfélcsere (2024)
- Az utolsó rapszódia (2024)
- Játék (2025)
- Akasszuk fel (2025)
- Hétfő reggel (2025)

## Külső hivatkozások
- A zenekar hivatalos oldala
- Hivatalos facebook oldal